# 1736 au Canada
Pour un article plus général, voir Chronologie du Canada.
Cet article traite des événements qui se sont produits durant l'année 1736 au Canada.

## Événements

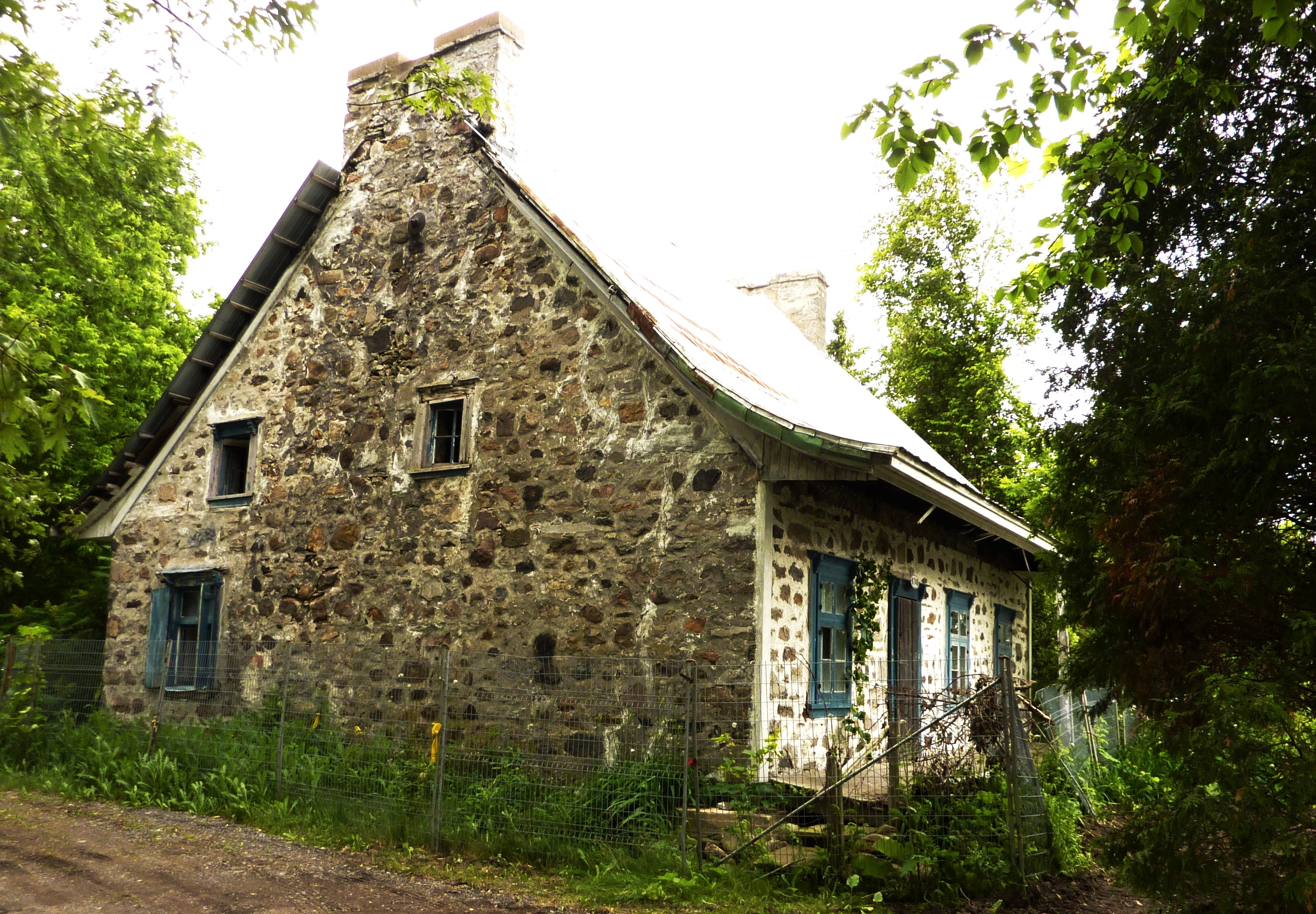
Maison Pierre-Thibault construite en 1736.

- Janvier : fondation de la paroisse Visitation de la Bienheureuse-Vierge-Marie au nord de l'Île de Montréal près du Sault-au-Récollet[1].
- 6 juin : massacre du lac des Bois ; le père Aulneau, le fils aîné de La Vérendrye et vingt et un de leurs compagnons périssent attaqués par les Sioux[2].
- 26 juin : une délégation de Cris et d'Assiniboines se rend au fort Maurepas, au bord du lac Winnipeg auprès de La Vérendrye pour lui proposer une alliance contre les Sioux et de venger le sang des Français. Huit cents guerriers, Assiniboine, Cri et Monsoni  se rassemblent peu après près du confluent de la rivière Rouge et de l'Assiniboine. Parallèlement, un chef Monsoni, La Colle, informe La Verendrye qu'il rassemble trois cents guerriers, Cris, Assiniboines et Monsoni. De 1736 à 1742, La Colle et ses hommes lancent des campagnes contre les Sioux dans le secteur est, le long de la rivière Winnipeg et de la rivière à la Pluie[3].
- 23 septembre : concession de la seigneurie de Saint-Joseph-de-Beauce à Pierre de Rigaud de Vaudreuil, qui l'échange le 8 décembre 1737 à  son beau-père Joseph de Fleury de La Gorgendière contre celle de Saint-François-de-Beauce. Thomas-Jacques Taschereau, un autre gendre de la Gorgendière, obtient celle de Sainte-Marie-de-Beauce. Le 24 septembre deux autres seigneuries sont accordées de chaque côté de la Chaudière : Marie-Thérèse de la Lande reçoit Aubert-Gallion au sud-ouest, et Nicolas-Gabriel Aubin De L'Isle la seigneurie Aubin-De L'Isle au nord-est (Saint-Georges)[4]. Début de la colonisation de la Beauce près de la Rivière Chaudière.
- 14 novembre : naufrage du navire Renommée à l'Île d'Anticosti. Peu de personnes vont survivre à l'hiver. Le fait est relaté par l'aumonier Emmanuel Crespel[5].

## Naissances
- 8 avril : Joseph Brugevin, marin ayant fait la traite des noirs.
- 22 avril : John Montresor, ingénieur militaire († 26 juin 1799).
- 16 août : Valentin Jautard, journaliste († 8 juin 1787).
- Jean Digé, politicien († 14 juillet 1813).

## Décès
- 25 mars : François-Marie Bissot de Vincennes, officier militaire (° 17 juin 1700).
- 18 avril, Bacqueville de la Potherie, administrateur et historien (° 15 mai 1663).
- 10 mai : Christophe Dufrost de La Jemerais, explorateur (° 6 décembre 1708).
- 6 juin :
  - Jean Baptiste Gaultier de La Vérendrye, explorateur (° 3 septembre 1713).
  - Jean-Pierre Aulneau, jésuite missionnaire (° 21 avril 1705).
- 7 juin : Pierre Dugué de Boisbriant, militaire (° 21 février 1675).